# Leptoneta insularis
Leptoneta insularis là một loài nhện trong họ Leptonetidae.
Loài này thuộc chi Leptoneta. Leptoneta insularis được Carl Friedrich Roewer miêu tả năm 1953.